# Kutchubaea urophylla
Kutchubaea urophylla là một loài thực vật có hoa trong họ Thiến thảo. Loài này được (Standl.) Steyerm. mô tả khoa học đầu tiên năm 1963.